# 滕定公
滕定公（?—?），姬姓，為战国諸侯國滕国君主之一，是《孟子》中所提及的滕文公的父亲，繼滕考公之後。
| 前任： 中隔三世至滕考公 | 滕国君主 ？─前327年 | 繼任： 滕文公 |